# Friedel Heymann

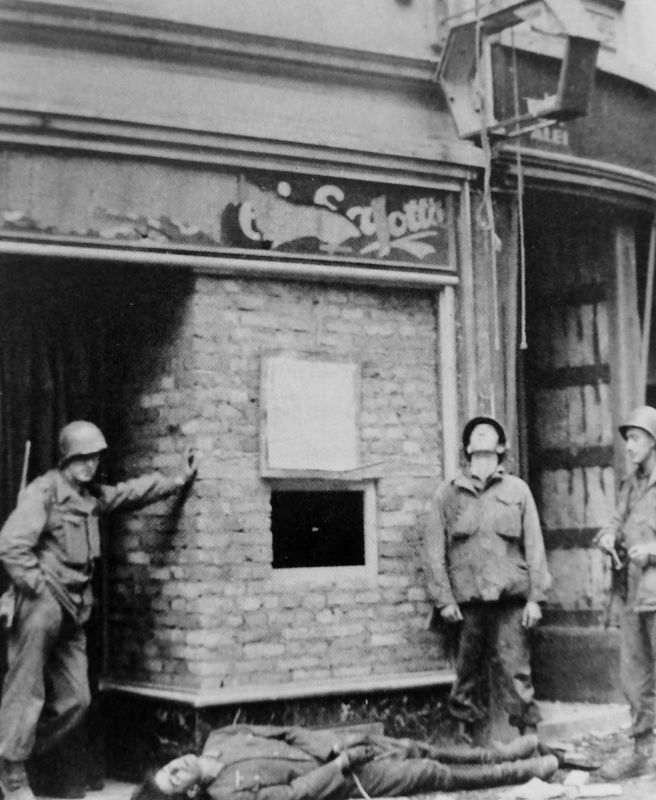
Amerikanische Soldaten stehen vor dem Gebäude, in dem Friedel Heymann erhängt wurde. Seine Leiche liegt am Eingang, während die Soldaten die Umgebung betrachten.

Friedel Heymann (* 9. August 1919 in Königstein im Taunus; † 28. März 1945 in Aschaffenburg) war ein deutscher Leutnant der Artillerie im Zweiten Weltkrieg, der in den letzten Kriegstagen Opfer eines Endphaseverbrechens wurde.

## Leben
Mit seiner Mutter und seinem Bruder zog Friedel Heymann im Alter von elf Jahren nach dem Tod seines Vaters nach Schweinheim, das heute zu Aschaffenburg gehört. Er legte am Aschaffenburger Kronberg-Gymnasium sein Abitur ab und absolvierte 1938 im Odenwald den Arbeitsdienst. Im Herbst 1938 wurde er in eine Artillerieabteilung der Wehrmacht eingezogen und später an der Ostfront eingesetzt. Nach einer Kriegsverletzung 1941 wurde er einer Ersatzabteilung der leichten Artillerie zugeteilt. Nochmals an der Ostfront wurde er im Januar 1945 am linken Arm und der linken Hand durch Granatsplitter verwundet. Am 2. Februar wurde er in ein Teillazarett der Aschaffenburger Artilleriekaserne verlegt, wo ihm der linke Zeigefinger amputiert werden musste. Am 23. März 1945 heiratete er in Aschaffenburg standesamtlich und einen Tag später in der Schweinheimer Pfarrkirche Maria Geburt auch kirchlich seine Schweinheimer Jugendliebe Anneliese Büttner.

### Verhaftung
Nach der Amputation wurde Heymann zur ambulanten Weiterbehandlung in ein Reservelazarett überwiesen, das in der Schweinheimer Turnhalle eingerichtet war und wohnte bei seiner Frau in Schweinheim. Nachdem die amerikanischen Truppen, im Rahmen der Schlacht um Aschaffenburg, den Main überquert hatten, wurde das Schweinheimer Lazarett aufgelöst und Heymann auf ein Lazarett verwiesen, das noch in ungefährdeter Lage war. Am Dienstag der Karwoche, dem 27. März 1945, erschienen zweimal Streifen bei ihm zuhause und kontrollierten seine Papiere ohne sie zu beanstanden. Ihm wurde aber angeraten, sich bei der Kampftruppe zu melden, was Heymann wegen der entzündeten Wunde und der drohenden Amputation der ganzen Hand ablehnte.
Am selben Abend holte ihn auf Befehl des Kampfkommandanten der zur Festung erklärten Stadt Aschaffenburg, Major Emil Lamberth, eine Militärstreife ab, zog seine Papiere ein und brachte ihn vor ein Standgericht, das im Keller des Stabsgebäudes der Jägerkaserne (seit 1995 Technische Hochschule Aschaffenburg) eingerichtet war. Er wurde, in einer nur 45 Minuten dauernden Verhandlung, der Fahnenflucht und Wehrkraftzersetzung beschuldigt und konnte die ihm abgenommenen Entlassungspapiere und die Bestätigung des in der Haibacher Schule eingerichteten Hilfslazaretts nicht vorlegen, in dem er seinen Verband zuletzt hatte wechseln lassen. Nach 15-minütiger Beratung der anwesenden Offiziere wurde das Todesurteil verkündet.

### Öffentliche Hinrichtung
Friedel Heymann wurde am Mittwoch, dem 28. März 1945 gegen 9 Uhr vor dem Anwesen Herstallstraße 5 in Aschaffenburg von einem provisorischen Gerüst aus an einem Reklameschild des Konditorei-Kaffees Höfling vor einer größeren Menschenmenge erhängt. Der Verband seiner linken Hand war durch einen Handschuh ersetzt. Kurz zuvor riss ihm Lamberth von seiner Uniform das Verwundetenabzeichen, beide Klassen des Eisernen Kreuzes und die Schulterstücke ab, warf sie ihm vor die Füße und hieß ihn einen Feigling und Verräter. Nach der Hinrichtung ließ Lamberth neben Heymann ein Plakat mit folgendem Text anbringen: „Feiglinge und Verräter hängen! Gestern starb ein Offiziersanwärter aus Elsaß-Lothringen bei der Vernichtung eines Feindpanzers den Heldentod. Er lebt weiter. Heute hängt ein Feigling im Offiziersrock, weil er Führer und Volk verriet. Er ist für immer tot!“
Zur Abschreckung ließ man den Toten, von einem Posten bewacht, hängen bis nach der Übergabe der Stadt an amerikanische Truppen. Am 3. April 1945 wurde der Leichnam abgenommen und am 4. April 1945 auf dem Friedhof Schweinheim beigesetzt.
Die Inschrift auf dem Grabstein lautet: Der / Tod ist das / Tor / zum Leben / Hier ruht / von Schergenhand / gerichtet / Ltn. Friedl Heymann / stud. jur. / * 09.08.1919 in Königstein / † 28.3.1945 in Aschaffenburg / - / Leopold Heßler / * 10. 2. 1906 † 30. 7.1987 / - / Anneliese / Heymann Heßler / 16. 2.1923 † 29. 5.2009 / Richtet nicht.auf daß ihr nicht gerichtet werdet.

## Gesetzliche Aufhebung des NS-Urteils
Die Urteile des Landgerichts Würzburg von 1949 und 1950 charakterisierten das Todesurteil gegen Friedel Heymann als Unrecht. 1998 wurde es nach dem Gesetz zur Aufhebung von Unrechtsurteilen in der NS-Zeit offiziell aufgehoben. Damit ist Friedel Heymann vollständig rehabilitiert. Im April 2004 hat die Staatsanwaltschaft Aschaffenburg seiner Witwe Anneliese Heymann-Heßler bestätigt, dass das Todesurteil offiziell aufgehoben ist.

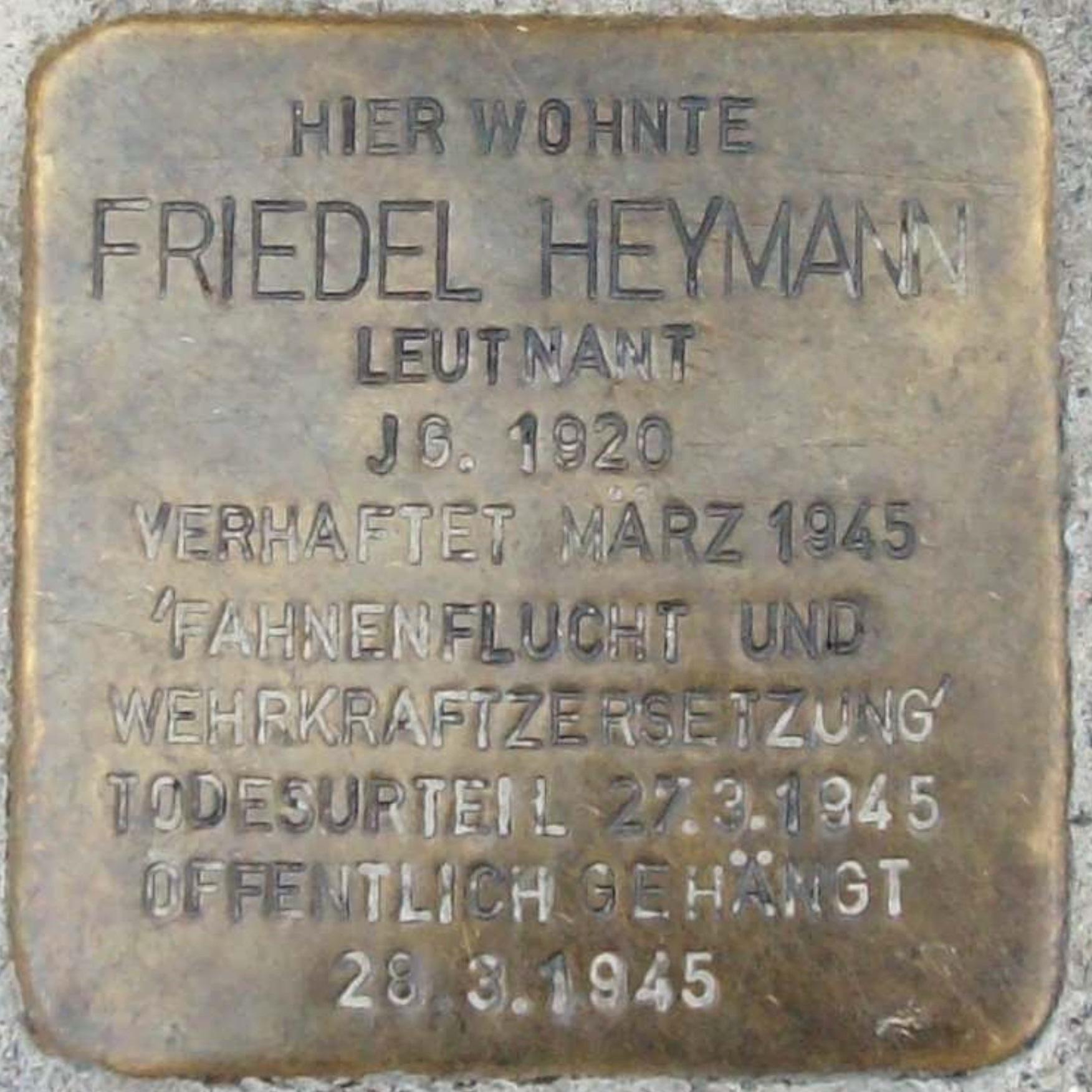
Stolperstein für Friedel Heymann

## Gedenken
- Grabstein auf dem Schweinheimer Friedhof
- Nach 1945 wurde im Stadtteil Schweinheim eine nach dem Gauleiter Adolf Wagner benannte Straße in Heymannstraße umbenannt
- 2005: In der Herstallstraße 5 wurde ein Gedenkstein für Friedel Heymann von der Stadt Aschaffenburg eingelassen.[5][6]
- 2013: In der Freundstraße 20 wurde ein Stolperstein für Friedel Heymann verlegt.[7]
- 2016: Vor der Herstallstraße 5 wurde eine Stele für Friedel Heymann von der Stadt Aschaffenburg errichtet.[8]